# Candlelight Carols
Candlelight Carols är ett musikalbum från 2005 med Uppsalakören Allmänna Sången, barytonsolisten Karl-Magnus Fredriksson och Uppsala Kammarorkester. Dirigent är Cecilia Rydinger Alin.

## Låtlista
1. Gören portarna höga (Gunnar Wennerberg)
2. Gläns över sjö och strand (Viktor Rydberg/Ivar Widéen)
3. Julsång (Knut Nyblom/Hugo Alfvén)
4. Julvisa (Giv mig ej glans) (Zacharias Topelius/Jean Sibelius)
5. Hodie Christus natus est (Jan Pieterzoon Sweelinck)
6. Det är en ros utsprungen (Michael Prætorius/arr. Jan Sandström)
7. Innan gryningen (Ylva Eggehorn/Benny Andersson/arr. Staffan Lindberg)
8. Guds Son är född (Gammal julvisa) (Trad./arr. Otto Olsson).
9. O, helga natt (P.C. de Roquemaure/Adolphe Adam)
10. Stilla natt (I.M. Mohr/Franz Gruber/arr. Anders Öhrwall)
11. Barnens julafton I. Die Weihnachts-Glocken (Niels W. Gade)
12. Barnens julafton II. "Kind Jesu ward zur Welt gebracht" (Niels W. Gade)
13. Barnens julafton III. Der Weihnachtsbaum (Niels W. Gade)
14. Barnens julafton IV. Tanz der kleinen Mädchen (Niels W. Gade)
15. Barnens julafton V. Gut Nacht (Niels W. Gade)
16. Shepherd's Pipe Carol (John Rutter)
17. Candlelight Carol (John Rutter)
18. A Spotless Rose (Herbert Howells)
19. Hark, the Herald Angels Sing (Charles Wesley/Felix Mendelssohn Bartholdy)